# Oligostigma ducalis
Oligostigma ducalis là một loài bướm đêm trong họ Crambidae.